# هارديفيل
هارديفيل (كارولاينا الجنوبية) (بالإنجليزية: Hardeeville, South Carolina)‏ هي مدينة تقع في الولايات المتحدة في Jasper County.  يقدر عدد سكانها  128.7 كم2  وترتفع عن سطح البحر 7 متر.

## التركيبة السكانية
حدّد مكتب تعداد الولايات المتحدة بيانات التركيبة السكانية لهارديفيل في تعداد الولايات المتحدة. في ما يلي، التركيبة السكانية حسب تعدادي 2000 و2010.

### تعداد عام 2000
بلغ عدد سكان هارديفيل 1,793 نسمة بحسب تعداد عام 2000، وبلغ عدد الأسر 642 أسرة وعدد العائلات 428 عائلة مقيمة في المدينة. في حين سجلت الكثافة السكانية 12.2 نسمة لكل كيلومتر مربع (31.6/ميل2). وبلغ عدد الوحدات السكنية 700 وحدة بمتوسط كثافة قدره 4.8 لكل كيلومتر مربع (12.4/ميل2).
وتوزع التركيب العرقي للمدينة بنسبة 45.79% من البيض و40.83% من الأمريكيين الأفارقة و0.89% من الأمريكيين الأصليين و0.78% من الأمريكيين ذوي الأصول الآسيوية و0.33% من سكان جزر المحيط الهادئ و10.32% من الأعراق الأخرى و1.06% من عرقين مختلطين أو أكثر و19.41% من الهسبانيون أو اللاتينيون من أي عرق.
بلغ عدد الأسر 642 أسرة كانت نسبة 43.6% منها لديها أطفال تحت سن الثامنة عشر تعيش معهم، وبلغت نسبة الأزواج القاطنين مع بعضهم البعض 40.5% من أصل المجموع الكلي للأسر، ونسبة 18.1% من الأسر كان لديها معيلات من الإناث دون وجود شريك،  بينما كانت نسبة 8.1% من الأسر لديها معيلون من الذكور دون وجود شريكة وكانت نسبة 33.3% من غير العائلات. تألفت نسبة 26.9% من أصل جميع الأسر من عدة أفراد يعيشون في نفس المنزل ونسبة 10.9% كانت تتألف من شخص يعيش بمفرده يبلغ من العمر 65 عاماً أو أكثر. وبلغ متوسط حجم الأسرة المعيشية 2.78، أما متوسط حجم العائلات فبلغ 3.31.
بلغ العمر الوسطي للسكان 29.6 عاماً. وكانت نسبة 31% من القاطنين تحت سن الثامنة عشر، وكانت نسبة 11.4% بين الثامنة عشر والرابعة والعشرين عاماً، ونسبة 30.3% كانت واقعةً في الفئة العمرية ما بين الخامسة والعشرين والرابعة والأربعين عاماً، ونسبة 16.3% كانت ما بين الخامسة والأربعين والرابعة والستين، ونسبة 10.7% كانت ضمن فئة الخامسة والستين عاماً فما فوق. يوجد لكل 100 أنثى 111.2 ذكر، ويوجد لكل 100 أنثى في الثامنة عشر من عمرها فما فوق 104.3 ذكر.
بلغ متوسط دخل الأسرة في المدينة 28,977 دولارًا، أما متوسط دخل العائلة فبلغ 31,625 دولارًا. وكان متوسط دخل الذكور 25,417 دولارًا مقابل 20,781 دولارًا للإناث. وسجل دخل الفرد الخاص بالمدينة 11,795 دولارًا. وكانت نسبة 27.7% من العائلات ونسبة 31.8% من السكان تحت خط الفقر، وكان من هؤلاء نسبة 37.8% تحت سن الثامنة عشر ونسبة 15.6% في الخامسة والستين من العمر وما فوق.

### تعداد عام 2010
بلغ عدد سكان هارديفيل 2,952 نسمة بحسب تعداد عام 2010، وبلغ عدد الأسر 1,068 أسرة وعدد العائلات 693 عائلة مقيمة في المدينة. في حين سجلت الكثافة السكانية 20.1 نسمة لكل كيلومتر مربع (52.1/ميل2). وبلغ عدد الوحدات السكنية 1,292 وحدة بمتوسط كثافة قدره 8.8 لكل كيلومتر مربع (22.8/ميل2).
وتوزع التركيب العرقي للمدينة بنسبة 43.73% من البيض و34.69% من الأمريكيين الأفارقة و0.78% من الأمريكيين الأصليين و1.96% من الأمريكيين ذوي الأصول الآسيوية و16.09% من الأعراق الأخرى و2.74% من عرقين مختلطين أو أكثر و28.42% من الهسبانيون أو اللاتينيون من أي عرق.
بلغ عدد الأسر 1,068 أسرة كانت نسبة 35.5% منها لديها أطفال تحت سن الثامنة عشر تعيش معهم، وبلغت نسبة الأزواج القاطنين مع بعضهم البعض 38.8% من أصل المجموع الكلي للأسر، ونسبة 18.8% من الأسر كان لديها معيلات من الإناث دون وجود شريك،  بينما كانت نسبة 7.3% من الأسر لديها معيلون من الذكور دون وجود شريكة وكانت نسبة 35.1% من غير العائلات. تألفت نسبة 25.6% من أصل جميع الأسر من عدة أفراد يعيشون في نفس المنزل ونسبة 5.1% كانت تتألف من شخص يعيش بمفرده يبلغ من العمر 65 عاماً أو أكثر. وبلغ متوسط حجم الأسرة المعيشية 2.76، أما متوسط حجم العائلات فبلغ 3.24.
بلغ العمر الوسطي للسكان 29.3 عاماً. وكانت نسبة 25.4% من القاطنين تحت سن الثامنة عشر، وكانت نسبة 15.9% بين الثامنة عشر والرابعة والعشرين عاماً، ونسبة 28.9% كانت واقعةً في الفئة العمرية ما بين الخامسة والعشرين والرابعة والأربعين عاماً، ونسبة 22% كانت ما بين الخامسة والأربعين والرابعة والستين، ونسبة 7.9% كانت ضمن فئة الخامسة والستين عاماً فما فوق. وتوزع التركيب الجنسي للسكان بنسبة 51.7% ذكور و48.3% إناث.